# Mythe du mégahertz
Le mythe du mégahertz est une croyance selon laquelle la fréquence d'horloge permet de comparer les performances des microprocesseurs. Bien que la fréquence d'horloge soit un bon outil pour comparer les performances d'un même type de processeur, d'autres facteurs changent grandement la donne quand il s'agit de processeurs différents.
Cette idée a commencé à se répandre en 1984, dans des comparaisons entre l'Apple II et l'IBM PC. L'argument était que le PC était 5 fois plus rapide que l'Apple II, vu que son processeur Intel 8086 avait une fréquence d'horloge 5 fois supérieure à celle du Rockwell 6502 utilisé dans l'Apple II.
Les autres facteurs qui influencent la performance sont l'architecture interne des processeurs, la taille et le nombre de registres, la taille et l'organisation des différents niveaux de cache, etc.